# Голицино (Ульяновская область)
Голицино — упразднённая деревня в Барышском районе Ульяновской области России. Входила в состав Ляховского сельского поселения.

## География
Деревня находится в западной части Ульяновской области, в лесостепной зоне, в пределах Приволжской возвышенности, на правом берегу реки Мурка, на расстоянии примерно 5,5 километров (по прямой) к северо-востоку от села Беликово.

## История
В 1913 в русской деревне Голицыно (Малая Мура) Карсунского уезда Симбирской губернии, находившейся в приходе церкви Спаса Нерукотворного села Беликово, было 69 дворов, земская школа, усадьбы С. М. Шендырева (паровая и водяная мельницы) и М. Я. Ландау (лесопильный завод)
Исключена из учётных данных в 2002 году постановлением заксобрания Ульяновской области от 10.12.2002 г. № 066-ЗО

## Население
В 1913 году в деревне проживало 404 человека. С 1993 года постоянное население отсутствовало.